# 28492 Marik
28492 Marik este un asteroid din centura principală de asteroizi.

## Descriere
28492 Marik este un asteroid din centura principală de asteroizi. A fost descoperit pe 1 februarie 2000 la Piszkesteto în cadrul programului JATE Asteroid Survey. Asteroidul prezintă o orbită caracterizată de o semiaxă mare de 2,28 ua, o excentricitate de 0,13 și o înclinație de 6,6° în raport cu ecliptica.